# Кагенек
Кагенек (нім. Kageneck) - рід німецьких графів.

## Відомі представники
- Карл фон Кагенек (1871-1967) - прусський військовий діяч, генерал-майор.                 
  - Август фон Кагенек (1922 - 2005) - письменник і журналіст, учасник Другої світової війни.
  - Ербо фон Кагенек (1918-1942) - пілот Люфтваффе, гауптман (капітан). Кавалер Лицарського хреста Залізного хреста з дубовим листям.
  - Клеменс-Генріх фон Кагенек (1913-2005) - офіцер танкових частин вермахту, майор. Кавалер Лицарського хреста Залізного хреста з дубовим листям.